# Kosz-Agacz
Kosz-Agacz – wieś w Rosji, w Republice Ałtaju, 300 km na południowy wschód od Gornoałtajska. W 2002 roku liczyła 5700 mieszkańców.